# جيريمي هوتون
جيريمي هوتون (بالإنجليزية: Jeremy Houghton)‏ هو فنان بريطاني، ولد في 13 يونيو 1974.